# Richard Howell
Pour les articles homonymes, voir Howell.
Richard Howell, né le 26 septembre 1990 à Marietta dans l'État de Géorgie, est un joueur américano-israélien de basket-ball. Il évolue au poste d'ailier fort.

## Carrière
Après quatre années au Wolfpack de North Carolina State, Richard Howell se présente à draft 2013 de la NBA après une dernière saison où il tournait à 12,7 points (à 57 %) et 10,9 rebonds en 32 minutes par match.
Non drafté à cause de sa petite taille, il participe à la Summer League avec les Nuggets de Denver mais ne tourne qu'à 1,7 point à 28 % au tir par match.
Le 12 juillet 2013, il signe à Gravelines-Dunkerque, dans le championnat français de première division. Après une période d'essai et trois matches de préparation disputés, Gravelines-Dunkerque se sépare d'Howell au début du mois de septembre 2013.
Après avoir été coupé, il a révélé avoir été invité au training camp des Trail Blazers de Portland. Il joue ensuite avec les Stampede de l'Idaho, l'équipe de NBA D-League liée aux Trail Blazers.

## Palmarès

### En club
- Champion d'Israël en 2017 avec l'Hapoël Jérusalem.

### Distinctions personnelles
- All-Star du championnat israélien en 2018.